# Opération Flèche
 (juillet 2019).
Si vous disposez d'ouvrages ou d'articles de référence ou si vous connaissez des sites web de qualité traitant du thème abordé ici, merci de compléter l'article en donnant les références utiles à sa vérifiabilité et en les liant à la section « Notes et références ».
 (décembre 2018).
guerre du Kosovo
Pour les articles homonymes, voir Flèche.
L'opération Flèche est une opération militaire menée durant la guerre du Kosovo par les Forces armées albanaises et l'Armée de libération du Kosovo (UÇK) sous le haut commandement et l'appui de l'Organisation du traité de l'Atlantique nord (OTAN) dans le but logique de briser la capacité de défense territoriale de l'armée yougoslave[réf. nécessaire], ce qui permettrait une invasion de la Yougoslavie par les forces de l'OTAN[Interprétation personnelle ?][réf. nécessaire], envisagée par la maison blanche et le haut commandement des forces américaines si la Yougoslavie refusait de rendre les armes. Cette opération qui dura du 26 mai au 10 juin 1999 était menée conjointement au bombardement de la République fédérale de Yougoslavie par les forces de l'OTAN : l'opération Force alliée. L'issue de cette opération est une victoire tactique yougoslave malgré la victoire stratégique de l'OTAN mettant fin à la guerre.